# 短轴嵩草
短轴嵩草（学名：[Carex vidua] 错误：{{Lang}}：文本有斜体标记（帮助）），为莎草科薹草属下的一个植物种。